# 波特瓦特米鎮區 (堪薩斯州波特瓦特米縣)
波特瓦特米鎮區（英語：Pottawatomie Township）是位於美國堪薩斯州波特瓦特米縣的一個行政鎮區。

## 地方資料
波特瓦特米鎮區的面積為155.16平方千米，當中陸地面積為154.62平方千米，而水域面積為0.54平方千米。根據2010年美國人口普查的數據，當地共有人口601人，而人口密度為每平方千米3.87人。

## 外部連結
- US-Counties.com
- City-Data.com （页面存档备份，存于）